# Josefine Hanfland
Josefine Hanfland (* 19. Februar 1996 in Wien als Josefine Huber) ist eine österreichische Handballspielerin.
Josefine Hanfland spielte bis 2011 bei UHC Paulinum Schwaz und bis 2015 bei Hypo Niederösterreich, wechselte dann zur HSG Blomberg-Lippe. Seit der Saison 2017/18 steht sie beim Thüringer HC unter Vertrag. Weiters spielt Hanfland in der österreichischen Nationalmannschaft auf der Kreisläuferposition. Mit dem Thüringer HC gewann sie 2018 die deutsche Meisterschaft, den deutschen Supercup, 2019 den deutschen Cup und 2025 die EHF European League.
Hanfland nahm mit Österreich an der Weltmeisterschaft 2023 teil und schloss das Turnier auf dem 19. Platz ab. Sie erzielte im Turnierverlauf 17 Treffer.
Im Februar 2024 heiratete sie und läuft seit dem unter dem Namen Josefine Hanfland auf.